# Heinrich August Pierer

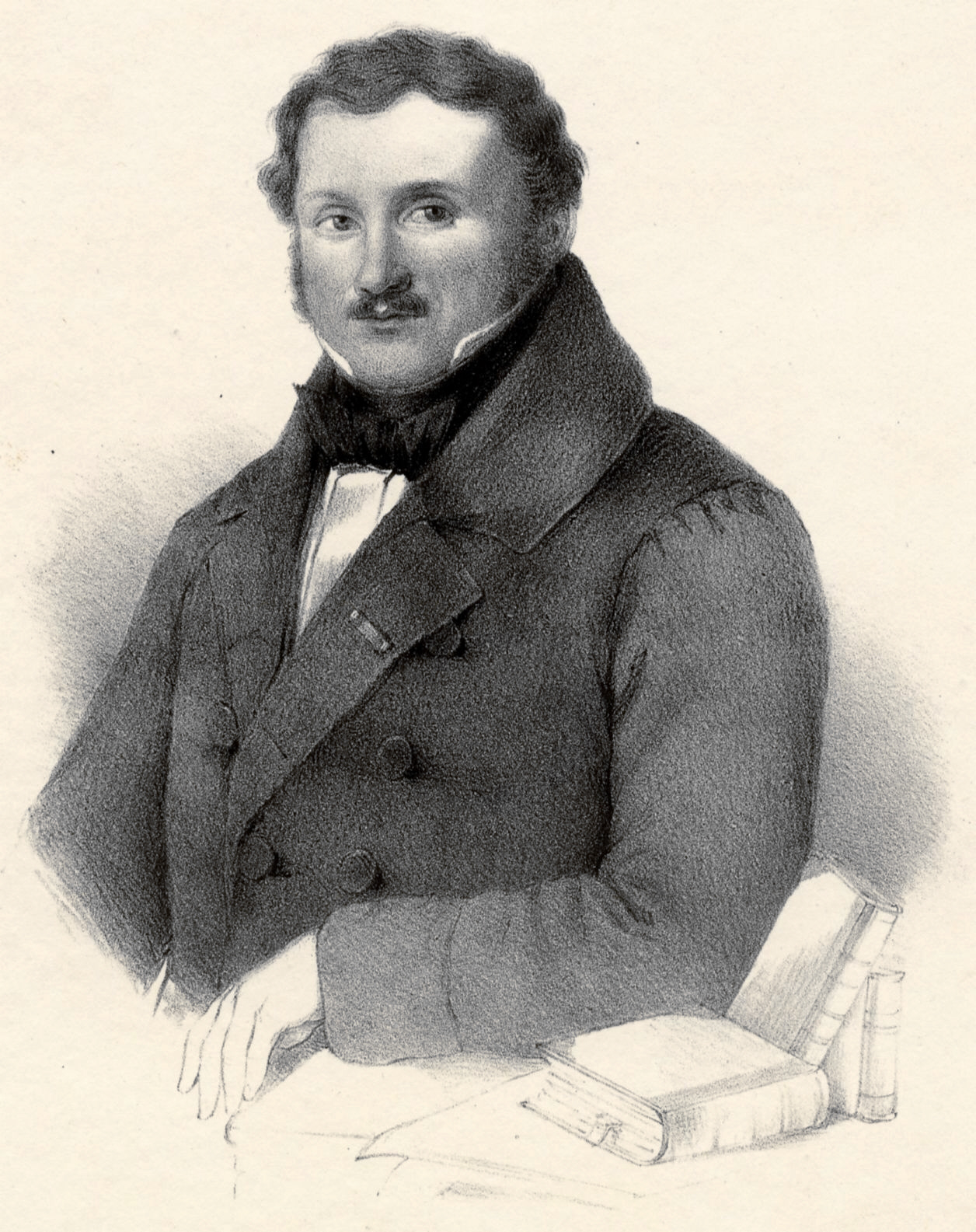
Heinrich August Pierer cirka 1850. Litografi av A. Schieferdecker.

Heinrich August Pierer, född 26 februari 1794 i Altenburg, död 12 maj 1850, var en tysk bokförläggare.
Pierer redigerade och förlade Encyklopädisches Wörterbuch (26 band, 1824-36), varav andra upplagan utkom under titeln Universal-Lexikon (34 band jämte 6 supplementband 1840-47). Av detta arbete, en bland de mera ansedda encyklopedierna, utgavs nya upplagor till och med 1880-talet.